# Contea di McCook
La contea di McCook ( in inglese McCook County ) è una contea dello Stato del Dakota del Sud, negli Stati Uniti. La popolazione al censimento del 2000 era di 5 832 abitanti. Il capoluogo di contea è Salem.